# مجمع فلسطين الطبي
مجمع فلسطين الطبي أكبر المستشفيات الحكومية الفلسطينية العاملة في الضفة الغربية، تبلغ قدرته السريرية 312 سريرًا، ويعمل فيه 774 موظفًا، موزعين على النحو التالي:
| توزيع القوى العاملة في المستشفى (2022) | توزيع القوى العاملة في المستشفى (2022) | توزيع القوى العاملة في المستشفى (2022) | توزيع القوى العاملة في المستشفى (2022) | توزيع القوى العاملة في المستشفى (2022) | توزيع القوى العاملة في المستشفى (2022) | توزيع القوى العاملة في المستشفى (2022) | توزيع القوى العاملة في المستشفى (2022) |
| إدارة وخدمات                           | مهن طبية مساندة                        | قابلة                                  | ممرض                                   | صيدلاني                                | طبيب أسنان واختصاصي                    | طبيب اختصاصي                           | طبيب عام                               |
| -------------------------------------- | -------------------------------------- | -------------------------------------- | -------------------------------------- | -------------------------------------- | -------------------------------------- | -------------------------------------- | -------------------------------------- |
| 178                                    | 102                                    | 26                                     | 335                                    | 7                                      | 1                                      | 87                                     | 38                                     |

## التاريخ
بُني المستشفى عام 1963؛ لتقديم الخدمات الطبية لسكان المنطقة نظراً للزيادة السكانية وحاجة السكان إلى خدمات طبية حديثة. وكان يحمل اسم «مستشفى رام الله الحكومي» لكن لاحقاً أُعيد تسميته عام 2010 باسم «مجمع فلسطين الطبي» بمرسوم رئاسي، ليعمل كمجمع مستشفيات تخصصية مركزية حكومية.

## أجنحة المجمع
يتكوّنُ مجمّع فلسطين الطبّي من عدّة مبانٍ، يعتبرُ كلٌّ بناءٍ فيه مستشفاً متخصصاً ومجهّزاً بأحدثَ الأجهزة والمعدّات، وهي جناح أبناء رام الله «مستشفى رام الله سابقاً»، جناح الأطفال «المستشفى البحريني»، جناح القلب والجراحات التخصصية «المستشفى الكويتي»، جناح الطوارئ «مستشفى الشيخ زايد»، جناح غسيل الكلى، جناح المختبرات وبنك الدم.
تحتوي هذه الأجنحة على العديد من الأقسام، وهي: الطوارئ، طوارئ الأطفال، العيادات الخارجية، الكلية الصناعية، الجراحة العامة، الأمراض الباطنية، القلب، العظام، الجراحات التخصصية في القلب، والقسطرة، والكلى، وقلب الأطفال، العناية المركزة، العناية الحثيثة، النسائية والتوليد، العلاج الطبيعي، الأشعة، الصيدلية، 

## جوائز
حصل مجمّع فلسطين الطبّي عام 2015 على جائزة اتحاد المستشفيات العربية، كأفضل مستشفى في الوطن العربي في مجال إدارة الأزمات والطوارئ.

## العمليات النوعية
حقق المستشفى عدة إنجازات، تمثلت في إجراء عمليات نوعيّة وصلت نسبة نجاحها إلى 97% في عمليات زراعة الكلى، إضافة إلى إجراء عمليات زراعة المفاصل.